# تشارلز أمان
تشارلز أمان (بالإنجليزية: Charles Aman)‏ هو مجدف أمريكي، ولد في 25 سبتمبر 1887 في كانساس سيتي في الولايات المتحدة، وتوفي بنفس المكان في 9 يناير 1936.

## وصلات خارجية
- تشارلز أمان على موقع الاتحاد الدولي للتجديف (الإنجليزية)
- تشارلز أمان على موقع أوليمبيديا (الإنجليزية)